# Epidendrum cleistogastrium
Epidendrum cleistogastrium är en orkidéart som beskrevs av Eric Hágsater och Dodson. Epidendrum cleistogastrium ingår i släktet Epidendrum och familjen orkidéer. Inga underarter finns listade i Catalogue of Life.